# Bobby Burling
Robert ("Bobby") Charles Burling (Harris County, 15 oktober 1984) is een Amerikaans voetballer. Hij verruilde in 2015 Chivas USA voor Colorado Rapids.

## Clubcarrière
Burling werd in de vierde ronde van de MLS SuperDraft 2007 als vijfenveertigste gekozen door Los Angeles Galaxy. Daar wist hij echter geen contract af te dwingen, iets wat hij drie maanden later wel wist te doen bij Chivas USA. Na meer dan twintig wedstrijden bij The Goats tekende Burling op 11 september 2009 bij San Jose Earthquakes. Na drie seizoenen, waarin hij achtenveertig keer voor de club uitkwam en daarin één doelpunt maakte, tekende hij op 17 augustus 2012 opnieuw bij Chivas USA. Het seizoen in 2014 was het laatste seizoen voor voetbalclub Chivas USA (de voetbalclub werd opgeheven), waarna Burling voor 2015 tekende bij Colorado Rapids.
Hij debuteerde op 7 maart 2015 tegen Philadelphia Union in Colorado's eerste wedstrijd van het seizoen. In de achtenzestigste minuut van die wedstrijd werd hij met rood van het veld afgestuurd.